# Доллежаль, Владимир Антонович
Владимир Антонович Доллежа́ль (1898 — после 1961) — советский инженер-конструктор авиационных моторов.

## Биография
Родился в 1898 году в селе Омельник (ныне Запорожская область, Украина). Сын земского инженера-путейца Отто (Антона) Фердинандовича Доллежаля (чеха по происхождению). Старший брат Н. А. Доллежаля.
С 1912 года их семья жила в Подольске, куда Антон Доллежаль был переведён на должность директора цементного завода.
В конце 1920-х — начале 1930-х годов работал в НАМИ. В 1928 году старший инженер карбюраторного отдела.
В 1930 году под его руководством на базе 5-цилиндрового двигателя М-12 (НАМИ-100) был создан мотор М-23 (НАМИ-65) трехцилиндровый мощностью 65-75 л. с. Его первый экземпляр в июле 1930 года прошел испытания на земле, в сентябре закончились летные испытания. Скорость АИР-3 возросла до 165 км/ч против 146 км/ч с двигателем «Вальтер».
В 1931 году спроектировал редуктор на двигатель М-34 для бомбардировщика ТБ-3, что позволило увеличить скорость самолёта более чем на 70 км/ч.
С 1930-х годов работал в ЦИАМ: руководитель группы, главный конструктор. Кандидат технических наук (1938).
В 1940 году сконструировал нагнетатель Э-100 для двигателя М-105.
В 1942—1946 года заместитель главного конструктора КБ Микулина.
С 1946 года снова работал в ЦИАМ, а также в НАМИ, в ОКБ при заводе № 40 (Мытищи).
Одновременно преподавал в МАМИ на кафедре «Детали машин», в 1960—1962 годах заведующий кафедрой. С 1950-х годов доктор технических наук, профессор.

## Публикации
- Редукторы числа оборотов авиационных двигателей. 2-е изд. Л.,Гос. изд. оборон. пром., 1939, 257 с.
- Прочность зубчатых передач [Текст] : научное издание / В. А. Доллежаль; ред. Р. М. Кораблева. — Москва : Машгиз, 1958. — 131 с. : ил.
- Расчетная нагрузка зубчатых передач. [Текст] / В. А. Доллежаль // М., Машгиз, 1957, с. 80.
- Развитие конструкций шатунов V-образных авиадвигателей; Коленчатые валы V-образных 12-цилиндровых авиадвигателей [Текст] : серия исследований конструкций авиадвигателей / В. А. Доллежаль ; НКАП СССР. — М. : Оборонгиз, 1943. — 64 с. : ил., табл. — (Труды / ЦИАМ ; № 54).

## Награды и премии
- Сталинская премия II степени (14 марта 1941) — за разработку конструкций редукторов к авиационным моторам